# Stanisław Bieniasz

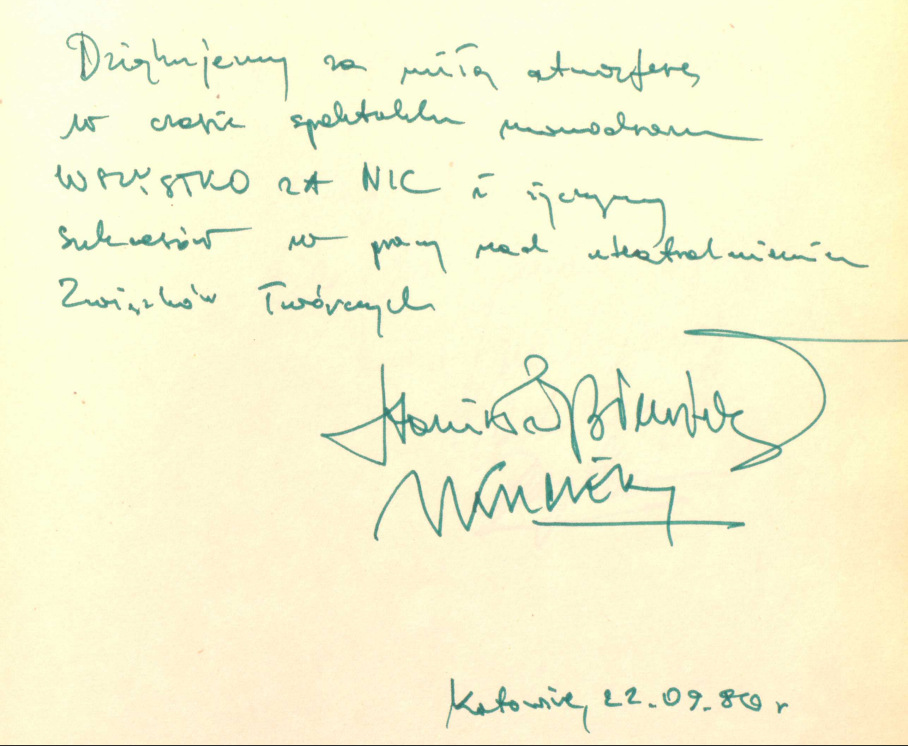
Pamiątkowy wpis Stanisława Bieniasza i Jerzego Kuczery do Kroniki Klubu Związków i Stowarzyszeń Twórczych, Katowice, 22.09.80r.

Stanisław Bieniasz (ur. 8 maja 1950 w Pawłowie, zm. 11 lutego 2001 w Zabrzu) – polski dramaturg, prozaik, reżyser, publicysta oraz autor sztuk scenicznych i scenariuszy filmowych.

## Życiorys
Urodził się w roku 1950 w Pawłowie, który po wojnie został przyłączony do Zabrza. Zanim został pisarzem pracował jako dziennikarz. Jego debiutem był monodram Hotel pod Konfesjonałem wydany w 1977 roku. W ciągu następnych trzech lat napisał kilka sztuk, za które dostał nagrody w konkursach dramaturgicznych. Część z nich została wystawiona w teatrach oraz telewizji.
Do najważniejszych pozycji tamtego okresu należą m.in.: Urlop zdrowotny, Czerwone słoneczko, Hałdy i Stary portfel.
Przez 13 lat przebywał wraz z najbliższą rodziną na emigracji, współpracując jako publicysta i autor z Radiem Wolna Europa oraz redakcją polską Deutschlandfunk.
W tym czasie powstało kilka sztuk, słuchowisk,kilkadziesiąt opowiadań, a także trzy powieści. Najważniejszymi z nich są:
- Ostry dyżur (1984)
- Podanie o zezwolenie na życie (1991)
- Ucieczka (1991)
- Podejrzenie (1991)
- Rekonstrukcja (1991)
- Sponsor i jego autor (1995)
- Niedaleko Königsallee (1997)

W 1994 nakręcono serial TV Spółka rodzinna, do którego stworzył scenariusz. Do najważniejszych sztuk napisanych w latach dziewięćdziesiątych, z których od połowy dekady część sam wyreżyserował, należą: 
- Biografia
- Pora zbiorów
- Senator

Ostatnimi powieściami napisanymi przez Bieniasza były: Transfer i Naczelnik, powstałe na przełomie XX i XXI wieku.
Stanisław Bieniasz był założycielem i prezesem Regionalnego Towarzystwa Polsko-Niemieckiego z siedzibą w Gliwicach. W ostatnich latach życia pełnił funkcję radnego i przewodniczącego Komisji Kultury i Sportu w Zabrzu.
Zmarł w roku 2001 w Zabrzu. Pośmiertnie odznaczony przez prezydenta RP Złotym Krzyżem Zasługi. Pośmiertnie nadano mu Nagrodę Prezydenta Zabrza oraz Nagrodę im. Wojciecha Korfantego przyznaną przez Związek Górnośląski (2002).